# Caripro
Caripro était un constructeur néerlandais de manèges et de montagnes russes, spécialisé dans les montagnes russes à véhicule suspendu.

## Montagnes russes
| Nom                      | Parc                            | Année     |
| ------------------------ | ------------------------------- | --------- |
| Batflyer                 | Duinrell                        | 1997      |
| Batflyer                 | Hamanako Pal Pal                | 2001      |
| Batflyer                 | Nasu Highland Park              | 2001      |
| Hydra Fighter II         | Wet 'n Wild Emerald Pointe (en) | 2001      |
| Scooby's Ghoster Coaster | Kings Island                    | 1998      |
| Sky Rider                | Skyline Park                    | 2001      |
| Spellbreaker             | Legoland California             | 2000      |
| Vleermuis                | Plopsaland De Panne             | 2000-2018 |
| Ziggy's Blast Quest      | The Milky Way Adventure Park    | 1997      |